# Brachysola halganiacea
Brachysola halganiacea là một loài thực vật có hoa trong họ Hoa môi. Loài này được (F.Muell.) Rye mô tả khoa học đầu tiên năm 2000.